# 橿原市営橿原運動公園
橿原市営橿原運動公園（かしはらしえい かしはらうんどうこうえん）は、奈良県橿原市雲梯町にある、橿原市営の運動公園。
1976年に、市民レクリエーションの拠点としてオープンした
2031年に奈良県を舞台にした国民スポーツ大会の開催が予定され、その際に橿原市の別の場所（畝傍町53）に所在する奈良県立橿原公苑とスポーツ施設の所有権の等価交換（差額は金銭補填）する形で、現在の市営の当運動場を国体のメイン会場を主とした大規模なスポーツ公園に改築することを検討していたが、協議の先行きが不透明な状況であるため橿原市議会の特別委員会（2021年11月）で採決した結果、全議員23人のうち、賛成11人、反対12人とわずか1人の差で反対多数となったことから、同市長・亀田忠彦と、奈良県知事・荒井正吾は等価交換による一体整備を断念する意向を示した。
当初計画では、橿原公苑の陸上競技場が10㏊と狭く、国体（国スポ）を行うに必要な日本陸上競技連盟第1種公認が現状受けられないため、公園の所有者を等価交換し、県営化した際、当公園に第1種公認の競技場の建設が予定されていた。
その後、奈良県と橿原市が2022年10月、改めて新たなスポーツ拠点整備へ向けた協議のための覚書を結び、橿原公苑との一体整備と、それを生かしたまちづくりを行うことを協議することを盛り込んでいるが、2023年4月の統一地方選挙で奈良県知事に当選した山下真は、既存施設の改修で対応する方針を示し、上記の整備計画の白紙化が懸念されている。
これに関して、県知事・山下と奈良市長・仲川げんは2023年12月、陸上競技会場を橿原ではなく奈良市鴻ノ池運動公園のロートフィールド奈良（陸上競技場）で行うことで合意し、橿原市長・亀田は「大変遺憾です。奈良で2回目の国体を行うにあたって、県の中南和地域の振興が大きなテーマとしてあったはずだが、それについてはどう考えているか、決定に至る経緯を含め、知事の考えを聞きたい」としている。

## 施設
- 球場（３球場）
  - 硬式野球場：両翼100m、中堅122m、スコアボード（フルカラーLED）、全面芝生席、照明設備なし
  - 軟式野球場：両翼87m、中堅100m、照明設備あり
  - ソフトボール球場：両翼73m、中堅75m、照明設備あり
- 多目的人工芝グラウンド２面（愛称：ヤタガラスフィールド橿原　西の翼・東の翼）
- テニスコート９面（うち１面は試合使用可・うち４面は照明あり）。全９面に砂入透水性人工芝。
- 屋内運動場（５０ｍ×３０ｍ）
- まほろば広場２面（大：約1万2700平方メートル・小：約6300平方メートル）
- 遊びの森（遊具を設置した公園。約5800平方メートル）
- せせらぎ（公園内を南北に流れる川を利用した親水地。約9700平方メートル）
- バラ園：約30種類、約300株のバラが植えられている。
- 総合プール（令和2年より休止中）[8]
  - 平成28年、教員採用試験に向けた水泳実習を受けていた大学生が溺死する事故が発生した[9]。

## 交通アクセス
- 近鉄南大阪線　坊城駅より徒歩約10分
- 阪和自動車道　美原JCTより南阪奈道路経由で約20分
- 西名阪自動車道
  - 郡山ICより京奈和自動車道経由で約20分
  - 柏原ICより国道で約30分